# Clip! Smap!
『Clip! Smap!』（クリップ スマップ）は、2002年9月21日に発売されたSMAPのビデオ・クリップ集。

## 解説
- SMAP初のビデオ・クリップ集。森且行脱退後のシングルから10曲を選んで収録している。「Peace!」、「たいせつ」、「Let It Be」は、発売日時点でPVが存在しているが収録されていない。
- 『SMAP 015/Drink! Smap!』と同様に、タイトルの一単語ごとに!（感嘆符）で締めている。次作のライブ・ビデオのタイトルにも共通している。
- 『Smap Vest』と同様に、紙をはさむクリップとビデオ・クリップのクリップとで同音異義語をかけている。また、新しい曲から古い曲へ遡る点でも共通している。
- 本作から14年後の2016年12月28日には『Clip! Smap! コンプリートシングルス』が発売された。

## 収録曲
- OPENING（監督:田中秀行）

1. freebird（監督:若木信吾）*4 *5
2. Smac（監督:上田拓）*4
3. らいおんハート（監督:井上晃一）*4
4. Fly（監督:石井克人）*1
5. 朝日を見に行こうよ（監督:大喜多正毅）*4
6. 夜空ノムコウ（監督:原淳）*2
7. セロリ（監督:加地克也）*4
8. ダイナマイト（監督:原淳）*4
9. SHAKE（監督:加地克也）*4
10. 青いイナズマ（監督:加地克也）*3

### 補足
＊1 
LIVE BIRDMAN (VHS,LD初回限定版)より再収録。(しかし本作収録のバージョンはフルではない)
＊2 
SMAP LIVE AMIGOS! (VHS,LD初回限定版)より再収録。
＊3 
SMAP 010  TEN  (VHS,LD初回限定版)より再収録。
＊4 
CMやSMAP × SMAP等で流されたが未収録だった作品群。
※5
SMAP x SMAPで制作されたMVも存在する。